# هال ۳۲۹۹
سیارک ۳۲۹۹ (به انگلیسی: 3299 Hall، نامگذاری:1980TX5) سه هزار و دویست و نود و نهمین سیارک کشف شده‌است که در ۱۰ اکتبر ۱۹۸۰ کشف شد.
قدر مطلق سیارک برابر ۱۴٫۲۰ است.